# Cyanopepla hyaloptera
Cyanopepla hyaloptera är en fjärilsart som beskrevs av Paul Dognin 1910. Cyanopepla hyaloptera ingår i släktet Cyanopepla och familjen björnspinnare. Inga underarter finns listade i Catalogue of Life.